# Silvia Nolasco
Silvia Nolasco fue una actriz argentina con una larga trayectoria en cine, teatro y televisión.

## Carrera
Nolasco fue una primera actriz argentina que se destacó tanto en la pantalla chica como en el cine, junto a eximias figuras de la escena nacional de la talla de Darío Vittori, Narciso Ibáñez Menta, Domingo Sapelli, Leonardo Favio, Guillermo Battaglia, Lydia Lamaison, Bárbara Mujica, María Vaner, Irma Córdoba, Luisa Vehil, Diana Ingro, Maurice Jouvet, Josefa Goldar, Nelly Panizza, entre otros.

### Filmografía
- 1953: Acorralada
- 1958: Una cita con la vida
- 1960: Todo el año es Navidad
- 1960: La patota
- 1961: El romance de un gaucho
- 1964: El octavo infierno, cárcel de mujeres
- 1975: Los días que me diste[2]

### Televisión
- 1982: El teatro de Darío Vittori
- 1982: Verónica, el rostro del amor
- 1983: Sola
- 1984: Tal como somos
- 1985: El pulpo negro[3]

### Teatro
Iniciada en la década del '50. Primera figura del teatro Versátiles, formó en 1955 su compañía teatral junto con el actor Eduardo Cuitiño. Actuó con ilustres actores de la escena como Ricardo Trigo, Eduardo Rudy, entre otros.
Entre algunas de sus obras se destacan: 
- Impetu de juventud (1953)
- La mujer de tu juventud (1954)
- La dicha de enfrente
- Esquina peligrosa (1957)
- La mujerzuela respetuosa
- Nina
- El amor de juventud